# 新街場皇家空軍基地
新街場皇家空軍基地（英語：Sempang Air Force Base），前稱新邦機場（Sempang Airport），是馬來西亞吉隆坡第一個機場。目前用作馬來西亞空軍的基地，也是雪蘭莪皇家飛行俱樂部的基地。
1952年至1965年間為吉隆坡的民航機場。2010年宣佈計劃關閉機場，但期望保留跑道和航站樓。至十月，政府表示原則上已同意，接納一個大馬發展公司及武裝部隊基金局（LTAT），出價收購新街場空軍基地和峇都肯都门軍營的獻議。
機場已於2011年底停運，而相關機構亦已搬遷至其他地方。其中馬來西亞空軍最終遷至森美蘭州达城，而雪蘭莪皇家飛行俱樂部會遷至蘇丹阿都阿茲沙機場。清空後土地將用作「擴展吉隆坡」之用，并将会打造成大马城（Bandar Malaysia）。